# 雄武站

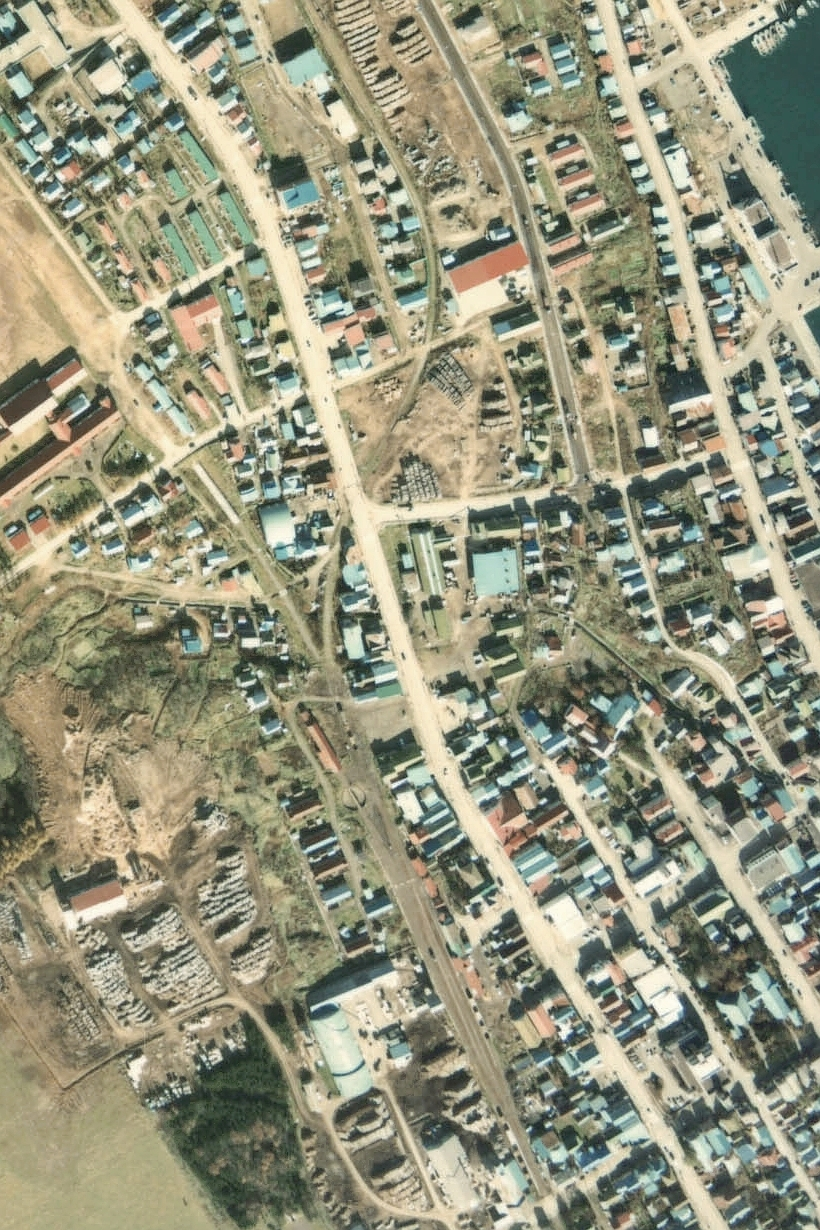
1978年的雄武站和方圓約500米×750米範圍。下方是興部方向。圖片下方為車站範圍。車站附近設有國道238號，延伸至相片上方的市中心與堆場。站內設有貨物線。車站範圍比較狹窄，站內只有1面1線的單式月台，以及數條副線。在北邊設有轉車盤和車庫。在本線向北邊前進是興濱線未成區間，於路軌終端左上方設有學校，圖中可看見建設中的路基。

雄武站（日语：／ Omu eki */?）是位於北海道紋別郡雄武町字雄武，日本國有鐵道（國鐵）的興濱南線車站（廢站）。隨著興濱南線廢線，車站在1985年（昭和60年）7月15日廢除。

## 概要
雄武站是興濱南線的終點站。原本計劃向北延伸，連接北見枝幸站。使興濱南線、興濱北線和未開通區間成為整條興濱線。未開通區間已經興建部分設施，包括了路基。但是，由於社會形勢變化，使未開通區間在啟用前，興濱南線全線廢除，雄武站同時廢除。另外，由於此站計劃為興濱線的中途站，因此路軌從車站向北延伸數百米。
站名的讀法為「おむ」，但是所在地雄武町的讀法為「おうむ」。

## 歷史
- 1935年（昭和10年）9月15日 - 鐵道省興濱南線興部站至此站之間開通，此站啟用。當時為一般車站。
- 1944年（昭和19年）11月1日 - 興濱南線指定為不要不急線，因此車站暫停營業。
- 1945年（昭和20年）12月5日 - 車站重開。
- 1949年（昭和24年）6月1日 - 日本國有鐵道成立，成為日本國有鐵道車站。
- 1959年（昭和34年）9月 - 車站大樓翻新[1]。
- 1984年（昭和59年）2月1日 - 結束處理貨物和行李。
- 1985年（昭和60年）7月15日 - 興濱南線全線廢除，此站也廢除。

## 車站構造
截至車站廢除前，車站是一座地面車站，設有1面1線的單式月台。月台位於路軌東北方（雄武方向的列車會開啟右邊車門）。站內設有貨物線、留置線和供水線等路軌。旅客專用的月台是1號線，而最外側的路軌是4號線。靠近興部一方的本線設有路軌分支，連接車站大樓南側的貨物月台（缺角式月台）和1條貨物側線。1號月台在截至1975年（昭和50年）3月連接了一條專用線，在3號線上還有一座蒸氣機車時代使用的轉車盤。
在路軌延長至興濱北線北見枝幸站之間的未成線中，從此站起已經建設了十公里以上的路基，車站北邊的「雄武隧道」也已完成。
此站是職員配置站。車站大樓位於站內東邊，鄰接月台中央部分。
貨物列車截至1980年（昭和55年）隔日運輸，發送貨物包括紙漿原木，到達的貨物主要包括石油、肥料和飼料。

## 站名的由來
車站名稱取自所在地名。地名源自阿伊努語的「オムイ（o-mu-i）」，其意思是川尻、阻擋、地方。或是簡單一點的「オム（o-mu）」，其意思是川尻、阻擋。現時的雄武川河口會因為風和潮水使沙子堆塞了河道而得名。

## 車站周邊
- 國道238號（日语：国道238号）
- 北海道道410號雄武港線（日语：北海道道410号雄武港線）
- 道之驛雄武（日语：道の駅おうむ） - 廢站後開設。
- 雄武町公所
- 雄武町立雄武小學
- 雄武町立雄武中學
- 北海道雄武高等學校（日语：北海道雄武高等学校）
- 雄武町國保醫院
- 北紋巴士（日语：北紋バス）、宗谷巴士（日语：宗谷バス）「雄武」巴士站

## 現況

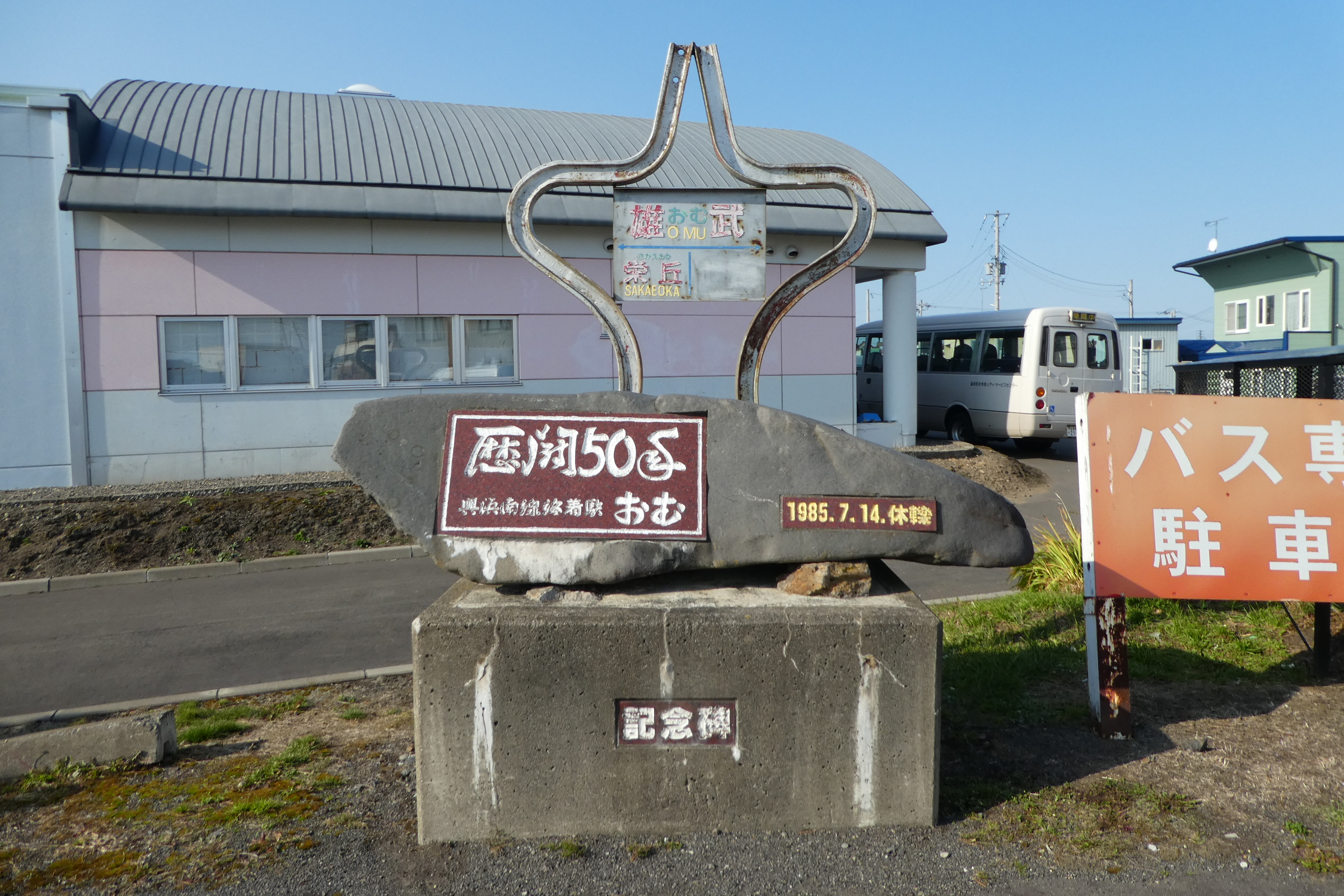
位於道之驛停車場一角的紀念碑

車站大樓已被拆毀，遺址截至2000年（平成12年）建設了地區交流中心、巴士總站和「道之驛雄武」。此外，在地區交流中心旁邊設置了「經歷五十年 興濱南線終點站 雄武」之紀念碑。截至2010年（平成22年），舊站附近還有一座未開通區間的隧道，名為「雄武隧道」。

## 簡易軌道雄武線
曾經此站至幌內川中流域的上幌内地區之間設有一條簡易軌道，名為雄武線。整條線計劃連接雄武站至上幌内地區之間，全長27公里，實際開通區間為雄武站至上雄武站之間，全長12.0公里。車輛動力為內燃機。建設軌道的目的是為了運送森林資源和栽培甜菜。但是隨著機動化，使未開通區間工程於1953年度（昭和28年度）停止進行，而已開通區間被撤去。在線上行走機車轉移至歌登町營軌道繼續服役。

### 歷史
有一些資料的詳情不詳。
- 1950年（昭和25年） - 雄武站至上幌內站之間的工程動工[9]。
- 截至1953年（昭和28年） - 已經完成區間 雄武站至上雄武站之間營運中[9]。
- 1954年（昭和29年）3月頃 - 未開通區間停止工程[9]。
- 1956年（昭和31年） - 廢除[13]。

## 相鄰車站
日本國有鐵道
興濱南線
榮丘－（雄武共榮臨時乘降場）－雄武
興濱線（未建成區間）
雄武－元稻府（計劃、暫名）

## 注腳